# Мілринон
Мілринон (INN: Milrinone) — інгібітор фосфодіестерази типу 3. Використовують для лікування серцевої недостатності.
Фармакотерапевтична група: C01CE02 - неглікозидні кардіотонічні засоби. Інгібітори фосфодіестерази.
Основна фармакотерапевтична дія: кардіотонічний неглікозидний засіб, який відрізняється за структурою та механізмом дії від серцевих глікозидів і катехоламінів і виявляє позитивний інотропний, незначний хронотропний та вазодилататорний ефекти. Пригнічує активність фосфодіестерази третього типу, за рахунок чого в клітинах міокарда та гладеньких м'язах судин накопичується цАМФ і збільшується внутрішньоклітинна концентрація іонів кальцію, що призводить до посилення скоротності міокарда та розслаблення гладеньких м'язів судин; не виявляє бета-адренергічної активності і не пригнічує натрій-калієву аденозинтрифосфатазу; спричиняє залежне від дози та концентрації в плазмі підвищення максимального систолічного тиску в лівому шлуночку, а також збільшення швидкості кровотоку в передпліччі, що свідчить про пряму вазодилататорну активність препарату; крім підвищення скоротності міокарда, поліпшує його діастолічну функцію за рахунок більш вираженої діастолічної релаксації лівого шлуночка. При застійній СН спричиняє швидке, залежне від дози та концентрації в плазмі, зростання серцевого викиду та зниження тиску в легеневих капілярах і судинного опору без суттєвого збільшення ЧСС та потреби міокарда в кисні. Істотні зміни гемодинамічних параметрів починають реєструватися через 5-15 хв. від початку введення препарату.
Показання для застосування ЛЗ: короткочасна терапія г. СН, г. декомпенсації хр. СН, в тому числі після операцій на серці БНФ.
Спосіб застосування та дози ЛЗ: розрахунок дози навантаження: дорослим препарат застосовують в/в в навантажувальній дозі 50 мкг/кг повільно протягом 10 хв., дозу навантаження можна не р-няти БНФ, однак можливе додавання розчинників до об'єму 10 мл чи 20 мл, що полегшує візуальний контроль за введенням.; розчинниками як при введенні навантажувальної дози, так і для підтримуючої інфузії є ізотонічний р-н натрію хлориду 0,9 % або р-н глюкози 5 %; дози навантаження мілринону (в залежності від маси тіла пацієнта):
Для в/в застосування : при масі тіла пацієнта, 40кг - навантажувальна доза 2,0 мг; при масі 50 кг - доза 2,5 мг; при масі 60 кг – доза 3мг ; при масі 70 кг – доза 3.5 мг; при масі 80 кг – доза 4 мг;
Підтримуюча доза: після введення дози навантаження продовжують інфузію мілринону у підтримуючій дозі виходячи з анамнезу від 0,375 до 0,75 мкг/кг/хв БНФ; швидкість підтримуючої інфузії залежить від ступеня гемодинамічної та клінічної відповіді; МДД- 1,13 мг/кг/добу БНФ.
Побічна дія та ускладнення при застосуванні ЛЗ: гіпотензія, біль у ділянці сердца, гіпокаліємія, аритмія, вентрикулярна аритмія, вентрикулярна тахікардія, суправентрикулярна аритмія, стенокардія; головний біль, тремор; бронхоспазм; зміна тестів печінкових проб; шкірні реакції; тромбоцитопенія; гіпокаліємія; анафілактичний шок
Протипоказання до застосування ЛЗ: гіперчутливость до мілринону; г. стадія ІМ, вагітність, годування груддю, дитячий вік
Форми випуску ЛЗ: р-н для ін'єкцій, 1 мг/мл по 10 мл в амп..
Візаємодія з іншими лікарськими засобами
Фармацевтично несумісний з р-ном фуросеміду
Особливості застосування у жінок під час вагітності та лактації
Вагітність: Застосування можливе тільки за життєвими показаннями, якщо очікуваний позитивний ефект для матері перевищує потенційний ризик для плода.
Лактація: На період лікування потрібно припинити грудне вигодовування.
Особливості застосування при недостатності внутрішніх органів
Порушення функції церцево-судинної системи: в г.фазі ІМ. не рекомендований ,
не повинен застосовуватися у пацієнтів з важкими обструктивними вадами серця як альтернатива відповідним оперативним втручанням
Порушення функції печинки: Спеціальних рекомендацій немає
Порушення функції нирок: При нирковій недостатності  зменшувати швидкість введення препарату.
Порушення функції дихальної системи: Спеціальних рекомендацій немає
Особливості застосування у дітей та осіб похилого віку
Діти, до 12 років: Не слід застосовувати препарат цій віковій категорії
Особи похилого та старечого віку: Немає необхідності коригувати дозу
Застереження щодо застосування
Інформація для лікаря: Потрібен постійній контроль гемодинамічних показників і ЕКГ в зв’язку з можливими випадками зниження АТ або виникненням аритмії; інфузію сповільнити або припинити при зниженні АТ до стабілізації стану хворого; потрібен контроль функції нирок, електролітного та водного балансу; збільшення серцевого викиду і діурезу, що може потребувати зменшення дози діуретиків; посилення діурезу може призвести до гіпокаліємії і збільшити імовірність виникнення аритмії; необхідно забезпечити наявність медикаментозних та інструментальних засобів для швидкого купірування можливих загрозливих для життя аритмій.
Інформація для пацієнта: Спеціальних рекомендацій немає